# Familia Hotteterre
Los Hotteterre eran una familia de músicos franceses, instrumentistas de viento y virtuosos, constructores y compositores que cobraron fama en los siglos XVII y XVIII. El más ilustre miembro de esta familia fue Jacques Hotteterre, virtuoso flautista y teórico de renombre. Entre sus obras instrumentales cabe citar: Piezas para flauta travesera y bajo (1708-1715), Sonatas en trío (1712), Piezas para dos sopranos sin bajo continuo (1ª suite, 1712; 2ª, con un bajo añadido, 1717; 3ª, 1722).
También cabe destacar algunos de sus tratados como: Principios de la flauta travesera, de la flauta de pico y del oboe (1707), El arte de preludiar (1719) y Método para musette (1737) entre otros.
- Datos: Q20796655